# Christopher Meloni
Christopher Meloni, född 2 april 1961 i Washington, D.C., är en amerikansk skådespelare, mest känd för sina roller som Chris Keller i TV-serien Oz samt Elliot Stabler i Law & Order: Special Victims Unit.

## Filmografi (urval)
- 1995 – De 12 apornas armé
- 1996 – Bound
- 1998–2003 – Oz (TV-serie)
- 1999–2008 – Law & Order: Special Victims Unit (TV-serie)
- 1999 – Runaway Bride
- 2001 – Wet Hot American Summer
- 2002 – Mord i Greenwich (TV-film)
- 2003 – Scrubs, avsnitt My White Whale (gästroll i TV-serie)
- 2004 – Harold & Kumar Go to White Castle
- 2008 – Harold & Kumar Escape from Guantanamo Bay
- 2008 – Nätterna vid havet
- 2011 – Dirty Movie
- 2012 – True Blood (TV-serie)
- 2013 – 42
- 2013 – Man of Steel
- 2014 – Sin City: A Dame to Kill For